# Furnică de foc importată roșie
Furnica de foc importată roșie (Solenopsis invicta), cunoscută și sub numele de furnica de foc sau RIFA, este o specie de furnică originară din America de Sud. Membru al genului Solenopsis din subfamilia Myrmicinae, a fost descrisă de entomologul elvețian Felix Santschi ca o variantă a lui  'S. saevissima în 1916. Numele său actual specific invicta a fost dat furnicii în 1972 ca specie separată. Cu toate acestea, varianta și specia erau aceeași furnică, iar numele a fost păstrat datorită utilizării pe scară largă. Deși este de origine sud-americană, furnica roșie de foc importată a fost introdusă accidental în Australia, Noua Zeelandă, mai multe țări din Asia și Caraibe și Statele Unite. Furnica de foc roșie importată este polimorfă, deoarece muncitorii apar în diferite forme și dimensiuni. Culorile furnicii sunt roșii și oarecum gălbui cu un gaster maro sau negru, dar masculii sunt complet negri. Furnicile roșii de foc importate sunt dominante în zonele modificate și trăiesc într-o mare varietate de habitate. Ele pot fi găsite în pădurile tropicale, zonele perturbate, deșerturile, pajiștile, de-a lungul drumurilor și clădirilor și în echipamentele electrice. Coloniile formează movile mari construite din sol, fără intrări vizibile, deoarece se construiesc tuneluri de hrănire, iar muncitorii ies departe de cuib.